# Michaelis-Kirche (Drütte)

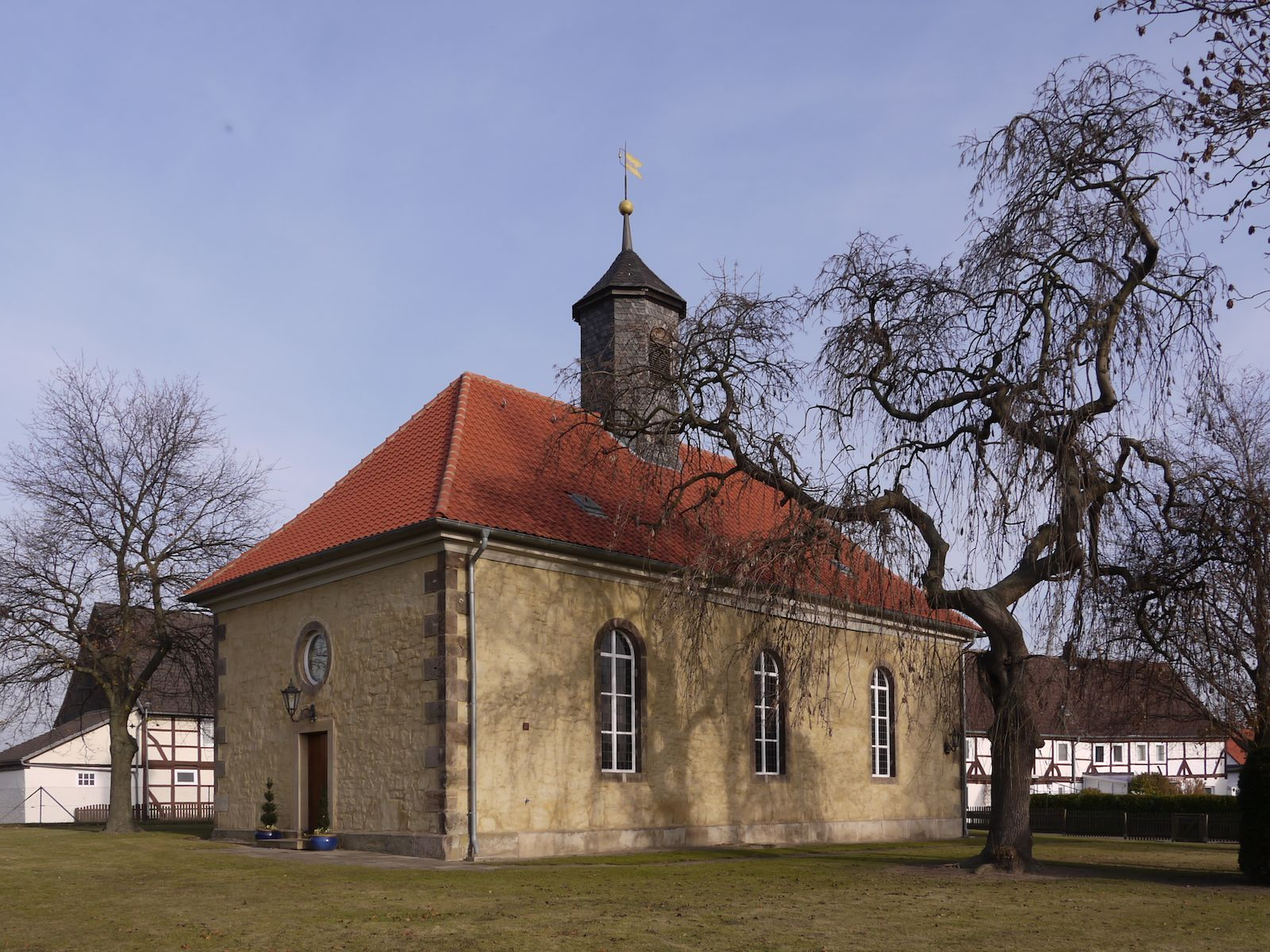
Michaelis-Kirche

Die evangelisch-lutherische, denkmalgeschützte Michaelis-Kirche steht in Drütte, einem Stadtteil der Ortschaft Ost der kreisfreien Stadt Salzgitter in Niedersachsen. Die Kirchengemeinde gehört zum Pfarrverband Johannes der Täufer in Wolfenbüttel in der Propstei Wolfenbüttel der Evangelisch-lutherischen Landeskirche in Braunschweig.

## Beschreibung
Der mittelalterliche Vorgängerbau war bereits aus Stein gebaut worden. Am Ende des 18. Jahrhunderts war die Kirche so baufällig geworden, dass sie 1797 abgetragen wurde. Mit dem Bau der heutigen Michaelis-Kirche wurde 1798 begonnen. Am 21. Dezember 1800 wurde sie eingeweiht. Vom Vorgängerbau wurden die 1639 gegossene Kirchenglocke und die Schlagglocke übernommen. Das verputzte und mit Ecksteinen versehene Kirchenschiff mit drei Achsen ist mit einem Walmdach bedeckt, das im Osten eine Dachgaube für das Zifferblatt der Turmuhr hat. Aus der Mitte des Dachfirstes erhebt sich ein achtseitiger, schiefergedeckter Dachreiter, der mit einem Zeltdach versehen ist. Hinter seinen Klangarkaden befindet sich der Glockenstuhl. Im Westen und im Osten ist jeweils ein Portal mit darüber liegendem Ochsenauge. Die Längswände sind mit Bogenfenstern ausgestattet. 
Zur Kirchenausstattung gehört eine architektonisch gegliederte Altar-Kanzel-Wand. Die Orgel mit sechs Registern, verteilt auf ein Manual und ein Pedal, wurde 1854 von Georg Breust gebaut, 1902 von P. Furtwängler & Hammer umgebaut, 1957 von Friedrich Weißenborn nochmals umgebaut und 2008 von Feopentow Orgelbau rekonstruiert.